# Dawsonius latispinus
Dawsonius latispinus is een tienpotigensoort uit de familie van de Callianassidae. De wetenschappelijke naam van de soort is voor het eerst geldig gepubliceerd in 1967 door Dawson.